# Aleksandr Jemieljanow
Aleksandr Michajłowicz Jemieljanow (ur. 1893 we wsi Fiodorowskoje w powiecie malinskim w guberni moskiewskiej, zm. ?) – funkcjonariusz radzieckich organów bezpieczeństwa, jeden z organizatorów zbrodni katyńskiej.
Miał wykształcenie podstawowe, od 1920 służył w Armii Czerwonej, w 1936 był strażnikiem komendantury Zarządu Administracyjno-Gospodarczego (AChU) NKWD ZSRR, 7 lipca 1937 mianowany sierżantem, a 17 marca 1940 lejtnantem bezpieczeństwa państwowego. W 1940 pracownik do zadań specjalnych wydziału komendanckiego AChU NKWD ZSRR, wiosną 1940 uczestniczył w organizowaniu masowego mordu na polskich jeńcach i więźniach z obozów w Kozielsku, Ostaszkowie i Starobielsku, za co 26 października 1940 ludowy komisarz spraw wewnętrznych ZSRR Ławrientij Beria przyznał mu nagrodę pieniężną. 6 listopada 1942 mianowany starszym lejtnantem bezpieczeństwa państwowego. W 1949 naczelnik grupy wydziału komendanckiego Zarządu Administracyjnego MGB ZSRR w stopniu podpułkownika, 12 kwietnia 1949 zwolniony z powodu choroby.

## Odznaczenia
- Order Lenina (25 lipca 1949)
- Order Czerwonego Sztandaru (3 listopada 1944)
- Order Czerwonego Sztandaru Pracy (20 września 1943)
- Order Czerwonej Gwiazdy (22 lipca 1937)
- Order „Znak Honoru” (19 grudnia 1937)
- Odznaka "Zasłużony funkcjonariusz Czeki/GPU (XV)" (19 grudnia 1936)